# 弗洛里安·翁鲁
弗洛里安·翁鲁（德語：Florian Unruh，1993年6月7日—），旧姓卡隆德（Kahllund），德国男子射箭运动员，2017年世界射箭锦标赛混合团体反曲弓银牌得主、2023年世界射箭锦标赛混合团体反曲弓银牌得主、2024年夏季奥林匹克运动会混合团体银牌得主。

## 個人生活
他與射箭運動員麗莎·翁魯結婚，並採用了她的姓氏。

## 外部連結
- 弗洛里安·翁鲁在國際射箭總會
- 弗洛里安·翁鲁在德國奧林匹克體育同盟 （德語）